# Johann Friedrich Böhmer
Pour les articles homonymes, voir Böhmer.
Johann Friedrich Böhmer (né le 22 avril 1795 à Francfort-sur-le-Main et mort le 22 octobre 1863 dans la même ville) est un historien et archiviste. Il est le fondateur de la Regesta Imperii et est considéré comme un cofondateur de la diplomatie.

## Biographie
Le père de Böhmer est Carl Ludwig Böhmer, conseiller à la cour des rhingraves à Grumbach (de) et Lauterecken, originaire de Deux-Ponts et qui émigre en 1792 pour échapper à l'occupation française, d'abord à Wetzlar et de là à Francfort et obtient un emploi de directeur de la chancellerie de la ville. La mère de Böhmer est Juliane Wilhelmine von Hofmann (1768-1844), fille du procureur Caspar Friedrich von Hofmann (de).
Johann Friedrich passe son enfance et sa jeunesse dans un grand isolement et souffre de timidité et d'anxiété tout au long de sa vie. Il nourrit une nostalgie romantique de l'époque impériale et de l'empire, qu'il transféra en Bavière, en Autriche et dans l'Église catholique. Bien qu'il soit issu d'une famille protestante, sous l'influence d'amis tels que Clemens Brentano et Joseph Görres, il développe une profonde aversion pour le protestantisme et surtout pour la Prusse, qu'il considère comme le principal obstacle à l'établissement de l'unité impériale. Cependant, il n’a jamais pu décider de se convertir.
Böhmer étudie au lycée de la ville et le lycée Carolinum (de) de Francfort. Il ne termine pas ses études de droit à Heidelberg et Göttingen, qu'il a commencées en 1813 à la demande de son père. Au contraire, à la mort de son père en 1817, il décide de se rendre dans les États italiens sur les conseils de ses amis. Il entre en contact avec des artistes du groupe nazaréen basés à Rome, à savoir Peter von Cornelius, Julius Schnorr von Carolsfeld et Johann David Passavant, et se consacre désormais entièrement à l'étude de l'art ancien. Il est ami avec Joseph Eutych Kopp (de). Pendant ses années d'étudiant, il devient membre de la fraternité Teutonia Heidelberg (de) en 1814 et de l'Association d'histoire allemande en 1817, précurseur de la fraternité de Göttingen.
En 1822, il retourne à Francfort car il est nommé à l'administration du Institut d'art Städel. En 1823, il fait la connaissance du baron vom Stein, qui le persuade de rejoindre la Société d'histoire allemande ancienne et le nomme secrétaire de la direction centrale des Monumenta Germaniae Historica (MGH), que Böhmer reprend en 1824 avec Georg Heinrich Pertz. Il y trouve enfin l'œuvre de sa vie. Avec sa collection de documents impériaux et royaux allemands, initialement prévue comme travail préparatoire au MGH, il fonde la Regesta Imperii.
En 1825, il devient archiviste de la ville de Francfort (de) et en 1830 bibliothécaire de la ville (de). À partir de 1845, il est membre de l'Académie prussienne des sciences. Il est membre externe de l' Académie bavaroise des sciences. En 1853, il est élu membre de l'Académie des sciences de Göttingen.
Böhmer décède le 22 octobre 1863. Il est enterré au cimetière principal de Francfort. La tombe est un monument classé et est désignée tombe honorifique. Une rue du Westend de Francfort porte son nom, ainsi que dans le quartier Frohnhausen d'Essen.

## Œuvres
Au fil des années, il publie de nombreuses compilations de documents et de sources du haut Moyen Âge, notamment :
- Regesta chronologico-diplomatica regum atque imperatorum Romanorum 911–1313 (Francfort-sur-le-Main 1831)
- Die Urkunden der römischen Könige und Kaiser von Conrad I. bis Heinrich VII., 911–1313. Franz Varrentrapp. Francfort-sur-le-Main 1831
- Die Reichs-Gesetze von 900 bis 1400 nachgewiesen durch Johann Friedrich Böhmer. F. Varrentrapp. Francfort-sur-le-Main 1832
- Regesta chronologico-diplomatica Karolorum. Die Urkunden sämmtlicher Karolinger in kurzen Auszügen (Francfort-sur-le-Main 1833),
- Codex diplomaticus Moeno-Francofurtanus. Urkundenbuch der Reichsstadt Frankfurt (Francfort-sur-le-Main 1836)
- Die Fontes rerum Germanicarum (Stuttgart 1843–1868) sind eine Sammlung von Originaldokumenten der deutschen Geschichte des 13. und 14. Jahrhunderts. Neuauflage unter  (ISBN 978-1-147-06162-8)
  - Band 1: Johannes Victoriensis und andere Geschichtsquellen Deutschlands im vierzehnten Jahrhundert. J. G. Cotta’scher Verlag. Stuttgart 1843
  - Band 3: Martyrium Arnoldi [Archiepiscopi Moguntini] und andere Geschichtsquellen Deutschlands im zwölften Jahrhundert Stuttgart 1843
  - Band 2: Hermannus Altahensis und andere Geschichtsquellen Deutschlands im dreizehnten Jahrhundert. Stuttgart 1845 (Darunter die Annales de Sindelfingen)
- Eine Serie von Regesta Imperii
  - Regesta imperii inde ab anno MCCCXIIII usque ad annum MCCXLVII [(1314–1347)]: Die Urkunden Kaiser Ludwigs des Baiern, König Friedrich des Schönen und König Johanns von Böhmen. Siegmund Schmerber. Francfort-sur-le-Main 1839
  - Additamentum primum ad regesta imperii inde ab anno MCCCXIIII usque ad annum MCCCXLVII.: Erstes Ergänzungsheft zu den Regesten Kaiser Ludwigs des Baiern und seiner Zeit 1314–1347. Siegmund Schmerber. Francfort-sur-le-Main 1841
  - Regesta imperii inde ab anno MCCXLVI usque ad annum MCCCXIII: Die Regesten des Kaiserreiches unter Heinrich Raspe, Wilhelm, Richard, Rudolf, Adolf, Albrecht und Heinrich VII: 1246–1313. J. G. Cotta’scher Verlag. Stuttgart 1844
  - Regesta imperii inde ab anno 1198 usque ad annum 1254. Stuttgart: J. G. Cotta’scher Verlag 1849
- Wittelsbachische Regesten von der Erwerbung des Herzogtums Bayern bis zu 1340 (Stuttgart 1854)